# Cratere Gonzalo
Gonzalo è un cratere sulla superficie di Miranda.